# Ricardo Giusti
[carece de fontes?]
Ricardo Omar Giusti (Arroyo Seco, Santa Fé, 11 de dezembro de 1956) é um ex-futebolista argentino. Atuava como volante.
Atuou pelos times Newell´s Old Boys, Argentinos Juniors, Independiente e Unión de Santa Fe, todos eles na Argentina.
Participou da Seleção argentina, inclusive sendo campeão da Copa do Mundo de 1986, no México. Também participou do vice-campeonato mundial, em Copa do Mundo de 1990, na Itália